# Жиленко Ірина Володимирівна
Іри́на (Іраїда) Володи́мирівна Жиле́нко (28 квітня 1941, Київ — 3 серпня 2013, Київ) — українська поетеса, дитяча письменниця, журналістка та мемуаристка. Учасниця руху шістдесятництва, хоча залишилася «явищем не дисидентського, а суто літературного шістдесятництва». Була близька з Євгеном Сверстюком, Опанасом Заливахою, Василем Симоненком, Іваном Дзюбою, Михайлиною Коцюбинською. Працювала у жанрі «міської української прози» в умовах форсованої русифікації Києва у 1980-тих роках. Авторка автобіографічної книги спогадів «Homo Feriens».

## Життєпис

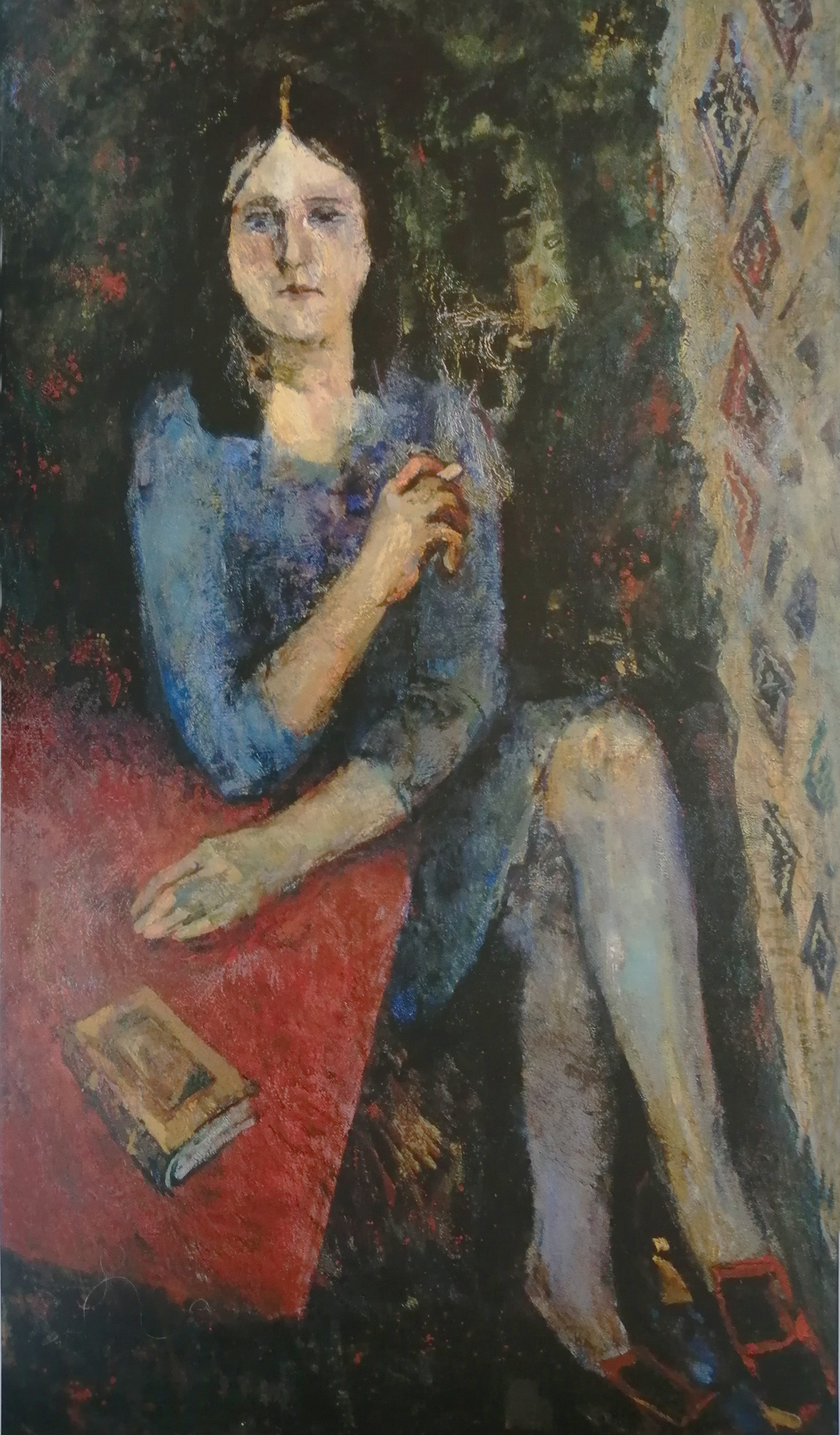
І.Вишеславська. Портрет Ірини Жиленко.1969

### Дитинство
Народилася 28 квітня 1941 року в Києві в родині службовців. Батьки загинули під час Другої світової війни, тому дитину взяли на виховання бабуся та дідусь у Звенигородці, що на Черкащині.
Після війни Ірина з новою родиною повернулася до Києва. Задатки українського виховання на селі зробили з неї вперту поборювачку міського радянського зросійщення столиці України. Згадуючи шкільні роки, Жиленко відзначала лише своє захоплення літературою, яке передалося їй від вчительки Діни Попель. Свої перші римовані спроби зробила в дитячо-шкільному віці, перша її публікація відбулася, коли вона ще навчалася в школі.
Окрім літератури, тяжіла до виховання: ще підлітком влаштувалася до дитячого садочка — доглядати малечу. Пізніше повністю перейшла на роботу до дитсадка і стала вихователькою. За наставництвом дорослих подала документи до Київського державного університету імені Тараса Шевченка на вечірнє відділення філологічного факультету, котре закінчила у 1964 році.

## Творчість
Працювала у редакціях газет і журналів. Перший вірш написала у восьмирічному віці. Дебютувала 1965 року збіркою «Соло на сольфі», яка спричинила тривалу дискусію у пресі. Одружилася із відомим українським письменником Володимиром Дроздом. Під тиском обставин була змушена вступити до Комуністичної партії 1981 року.
З 1997 року в журналі «Сучасність» Ірина Жиленко почала публікацію своїх спогадів та листів під загальною назвою «Homo Feriens» (з лат. «Людина святкуюча»). Спогади частинами з'являлися на журнальних сторінках упродовж 10 років. Єдиним виданням були опубліковані 2011 року у видавництві «Смолоскип».
Твори І. Жиленко виходили в перекладі багатьма мовами світу.

### Для дітей
Автор низки дитячих творів: повістей для дітей «Двічі по два дорівнює кульбабці» (1983) і «Новорічна історія про двері, яких нема, і про те, як корисно іноді помилитися номером» (1986), «Достигають колосочки», «Вуличка мого дитинства», «Казки про буфетного гнома», збірників дитячих віршів «Достигають колосочки» (1964), «Вуличка мого дитинства», (1979), «Казки буфетного гнома», (1985).

### Критика
Головна тематика лірики Жиленко — обійстя та домашній сад, шлюб та родина, природа, доброта і сковородинська проповідь «повсякденних малих справ». У її поезії критики вбачають щирий ліризм, сполучений із вразливістю та винятковим смаком, насолоду життям з меланхолійним пізнанням мінливості світу, обережний еротизм та роздуми про смерть. Інші критикували її нібито угодовську життєву позицію, помітний гедонізм та естетство.
У своїх спогадах, виданих видавництвом «Смолоскип» 2011 року, Жиленко так оцінювала творчість свого покоління в умовах радянської цензури:
| Минуть роки – і жменька нас проводжатиме останніх… І молодші наші колеги, випадково проходячи повз той гурт, ковзнуть по ньому співчутливим оком і, можливо, теж відчують (хай і не глибоко) провину за те, що так і не вчиталися, що там нашкрябали оті гуцали, дрозди, андріяшики. І крижина шістдесятництва відпливе слідом за попередніми. А ми ж такі всі різні! І кожен – Світ. ...Сучасність виблювала, навіть не розжувавши, всю літературу радянської доби (разом із шістдесятниками), і боюсь, що вже ніхто і ніколи не нахилиться над тими покладами... |
Померла у Києві, чин відспівування відбувся у Київському Фролівському монастирі УПЦ МП. Похована поруч із чоловіком, письменником Володимиром Дроздом, на Байковому кладовищі.

### Книжки
Авторка близько двадцяти книг, зокрема:
- «Автопортрет у червоному» (1971)
- «Вікно у сад» (1978)
- «Концерт для скрипки, дощу і цвіркуна» (1979)
- «Дім під каштаном» (1982)
- «Ярмарок чудес» (1982)
- «Збулося літо» (1983)
- «Останній вуличний шарманщик» (1985)
- «Дівчинка на кулі» (1987)
- «Чайна церемонія» (1990)
- «Вечірка у старій вінарні» (1994)
- «Пори року» (1999)
- Поетичний цикл «Казки на заході сонця»
- Книга спогадів «Homo Feriens»

### Збірки поезії
- «Вікно у сад»
- «Вірш для Діани»
- «Крамничка антикварій. Захід сонця»
- «Євангеліє від ластівки» («Університетське видавництво ПУЛЬСАРИ», 2006)
- Світло вечірнє («Університетське видавництво ПУЛЬСАРИ», 2010).

### Вірші
- «І світла алея»
- «Зимовий мотив з візитом пічника»
- «За золотими вікнами зірок»

## Нагороди
- Премія ім. В. Н. Сосюри (1987, за книгу віршів «Дівчинка на Кулі»)
- Національна премія України імені Тараса Шевченка (1996, за збірку «Вечірка у старій вінарні»)
- Орден княгині Ольги III ступеня (2001)[5]

## Родина
- чоловік — український письменник-романіст Володимир Дрозд
- дочка Ірина Жиленко — молодша (Орися) (1966 р.н.), кандидат богослов'я
- син Павло Дрозд (1979 р.н.)

## Відзнаки
- Національна премія України імені Тараса Шевченка
- Літературна премія імені Володимира Сосюри

## Аудіозаписи
- Ірина Жиленко. Вуличка мого дитинства (поезія): https://www.youtube.com/watch?v=ok8MoIRBTNs [Архівовано 5 грудня 2021 у Wayback Machine.]